# James McCrae
James Clark Fulton McCrae citato anche come McRea, McRae, MacRea o McCabe (Bridge of Weir, 2 settembre 1894 – Paisley, 3 settembre 1974) è stato un allenatore di calcio e calciatore scozzese, di ruolo centrocampista.

## Carriera
Cominciò la sua carriera in Scozia, al Clyde. Allo scoppio della prima guerra mondiale venne chiamato a prestare servizio nelle Grenadier Guards, lasciate per brevi periodi per giocare a calcio come ospite in formazioni come i Rangers, il suo Clyde ed il West Ham, dove tornò alla fine del conflitto. Continuò poi la sua carriera in Inghilterra prima di diventare allenatore. In questa veste guidò la Nazionale egiziana ai Mondiali del 1934.

## Palmarès

### Allenatore

#### Competizioni nazionali
- Campionato islandese: 3

Fram Reykjavík: 1946, 1947